# Ernest Flammarion
Ernest Flammarion (30 de mayo de 1846-21 de enero de 1936) fue un editor francés, fundador del grupo editorial Groupe Flammarion, que persiste en nuestros días; era hermano de Camille Flammarion. El éxito inicial de esta compañía estaba basado en el de la famosa obra de divulgación L'Astronomie populaire escrito por su hermano Camille y publicado en 1878 convirtiéndose en un best seller de finales del siglo XIX.
A continuación las Ediciones Flammarion se diversifican publicando una gran variedad de autores clásicos y modernos de literatura francesa (Zola, Maupassant, Jules Renard) y más populares como Hector Malot. Más tarde el catálogo de la editorial se diversifica nuevamente cubriendo prácticamente todos los sectores con una predilección por las obras de divulgación científica y de humanidades.
La empresa continuó siendo dirigida por la familia Flammarion, dirigida por el hijo de Ernest, Charles, y luego por su nieto, Henri, quien se hace cargo de la compañía en 1967. El último descendiente de la familia Charles-Henri Flammarion dirige la editorial desde 1985 al 2000 fecha en la que la compañía es adquirida por el grupo italiano RCS.